# Ian Bowhill
Ian Bowhill, né le 27 mai 1903 à Édimbourg (Écosse) et mort en 1975 à Banchory (Écosse), est un patineur artistique britannique, champion de Grande-Bretagne en 1932.

## Biographie

### Carrière sportive
Ian Bowhill est champion de Grande-Bretagne en 1932.
Il représente son pays aux Jeux olympiques d'hiver de 1928 à Saint-Moritz et aux mondiaux de 1929 à Londres.

## Palmarès
| Compétitions principales        | 1924 | 1925 | 1926 | 1927 | 1928 | 1929 | 1930 | 1931 | 1932 |
| Jeux olympiques d'hiver         |      |      |      |      | 14e  |      |      |      |      |
| Championnats du monde           |      |      |      |      |      | 7e   |      |      |      |
| Championnats d’Europe           |      |      |      |      |      |      |      |      |      |
| Championnats de Grande-Bretagne | 2e   | F    | 3e   | 2e   | 3e   | 2e   | F    |      | 1er  |
| Légende : F = Forfait           |      |      |      |      |      |      |      |      |      |